# Delphyre roseiceps
Delphyre roseiceps är en fjärilsart som beskrevs av Paul Dognin 1909. Delphyre roseiceps ingår i släktet Delphyre och familjen björnspinnare. Inga underarter finns listade i Catalogue of Life.